# Verleihung des Nestroy-Theaterpreises 2018
Die Nestroyverleihung 2018 war die 19. Verleihung des Nestroy-Theaterpreises und fand am 17. November 2018 im Theater an der Wien statt. Moderatoren der Preisverleihung waren Maria Happel, Viktor Gernot und Peter Fässlacher. Die Gewinner von drei Kategorien (Lebenswerk, Beste Ausstattung und Bestes Stück – Autorenpreis) wurden im Vorfeld am 10. Oktober 2018 gleichzeitig mit den Nominierungen bekannt gegeben. Die Preisverleihung wurde auf ORF III zeitversetzt übertragen.
Nicole Beutler, Iréna Flury, Maria Köstlinger, Sabine Haupt, Patricia Nessy und Grischka Voss sangen You don‘t own me als Solidaritäts-Lied für jene, die im Zug der MeToo-Debatte „den Mut hatten, aufzustehen“.

## Jury 2018
Die Jury wurde vom Kulturstadtrat der Stadt Wien bestellt und setzte sich aus folgenden Personen zusammen: Karin Cerny (Profil), Wolfgang Huber-Lang (APA), Peter Jarolin (Kurier), Eva Maria Klinger, Wolfgang Kralicek (Theater heute, Süddeutsche Zeitung), Petra Paterno (Wiener Zeitung), Ronald Pohl (Der Standard) und Lothar Schreiner (Bühne). Vorsitzende der Jury war Karin Kathrein.

## Ausgezeichnete und Nominierte 2018
Anmerkung: Es sind alle Nominierten des Jahres angegeben, der Gewinner steht immer zuoberst. Die Verleihung des Nestroy 2018 bezieht sich auf die Theatersaison 2017/2018.
| Meiste Nestroys:      | * Vor Sonnenaufgang von Ewald Palmetshofer nach Gerhart Hauptmann * Hotel Strindberg von Simon Stone nach August Strindberg (beide am Wiener Akademietheater, jeweils zwei Auszeichnungen) |
| Meiste Nominierungen: | Hotel Strindberg von Simon Stone nach August Strindberg (vier Nominierungen) |

### Beste deutschsprachige Aufführung
Die Perser – Inszenierung: Ulrich Rasche – Salzburger Festspiele in Koproduktion mit dem Schauspiel Frankfurt
Beute Frauen Krieg – Inszenierung: Karin Henkel – Schauspielhaus Zürich
Das Internat – Inszenierung, Bühne und Kostüme: Ersan Mondtag – Theater Dortmund

### Beste Bundesländer-Aufführung
Iwanow – Inszenierung: Mateja Koležnik – Stadttheater Klagenfurt in Koproduktion mit den Vereinigten Bühnen Bozen
Böhm von Paulus Hochgatterer – Inszenierung: Nikolaus Habjan – Schauspielhaus Graz
Srebrenica nach dem Bericht von Hasan Nuhanović – Inszenierung und Theaterfassung: Peter Arp – Schauspielhaus Salzburg in Koproduktion mit Bauern helfen Bauern

### Beste Regie
Dušan David Pařízek – Vor Sonnenaufgang – Akademietheater
Thomas Köck und Elsa-Sophie Jach – Die Zukunft reicht uns nicht (klagt, Kinder klagt!) – Schauspielhaus Wien
Simon Stone – Hotel Strindberg – Akademietheater in Koproduktion mit dem Theater Basel

### Beste Ausstattung
Alice Babidge – Hotel Strindberg – Akademietheater in Koproduktion mit dem Theater Basel

### Beste Schauspielerin
Caroline Peters –  Hotel Strindberg – Akademietheater in Koproduktion mit dem Theater Basel
Anja Herden – Mitleid. Die Geschichte des Maschinengewehrs – Volx/Margareten (Volkstheater Wien) in Kooperation mit dem Max Reinhardt Seminar
Sandra Hüller –  Penthesilea (Penthesilea) – Salzburger Festspiele in Koproduktion mit dem Schauspielhaus Bochum
Aenne Schwarz –  The Who and the What (Zarina) – Akademietheater
Valery Tscheplanowa –  Die Perser – Salzburger Festspiele in Koproduktion mit dem Schauspiel Frankfurt

### Bester Schauspieler
Peter Simonischek – The Who and the What (Afzal) – Akademietheater
Herbert Föttinger – Professor Bernhardi (Dr. Bernhardi) – Theater in der Josefstadt
Jens Harzer – Penthesilea (Achilles) – Salzburger Festspiele in Koproduktion mit dem Schauspielhaus Bochum
Michael Maertens – Vor Sonnenaufgang (Alfred Loth) – Akademietheater
Martin Wuttke – Hotel Strindberg – Akademietheater in Koproduktion mit dem Theater Basel

### Beste Nebenrolle
Dörte Lyssewski – Vor Sonnenaufgang (Annemarie Krause) – Akademietheater
Yousif Ahmad – Gutmenschen (Yousef) – Volkstheater Wien
Falk Rockstroh – Radetzkymarsch (Baron Franz von Trotta und Sipolje) – Burgtheater
Alexander Strobele – In der Löwengrube (Eder) – Theater in der Josefstadt
Martin Vischer – Die Glasmenagerie (Jim O’Connor) – Akademietheater

### Bester Nachwuchs weiblich
Lara Sienczak – Die Weiße Rose (Sophie Scholl) – Theater der Jugend
Irina Sulaver – Saturn kehrt zurück (Suzanne/Zephyr/Loretta) – Vestibül, Burgtheater
Claudia Waldherr – Der fantastische Mr. Fox (Lottie Fox) – Theater der Jugend

### Bester Nachwuchs männlich
Peter Fasching – Die Zehn Gebote – Volkstheater Wien
Nicolaas van Diepen – Swing: Dance to the Right – Aktionstheater Ensemble in Kooperation mit Spielboden Dornbirn und Werk X
Felix Strobel – Die Weiße Rose (Hans Scholl/Fritz Hartnagel) – Theater der Jugend

### Beste Off-Produktion
Muttersprache Mameloschn von Sasha Marianna Salzmann – Inszenierung Sara Ostertag – Makemake Produktionen in Koproduktion mit dem KosmosTheater
Homohalal von Ibrahim Amir – Inszenierung Ali M. Abdullah – Werk X
Viel gut essen von Sibylle Berg und Kreisky – Rabenhof Theater

### Bestes Stück – Autorenpreis
jedermann (stirbt) – Ferdinand Schmalz – Burgtheater

### Spezialpreis
Die Kinder der Toten von Elfriede Jelinek – Regie Nature Theater of Oklahoma (Kelly Copper und Pavol Liska) – Steirischer Herbst
Apollon – Konzept und Performance Florentina Holzinger – Tanzquartier Wien
Häusliche Gewalt Wien von Markus Öhrn – Koproduktion Wiener Festwochen, Institutet, Wiesbaden Biennale

### Lebenswerk
Peter Handke

### Publikumspreis
Nikolaus Habjan
Stefanie Dvorak, Sarah Viktoria Frick, Maria Köstlinger, Petra Morzé, Sophie Rois, Markus Hering, Philipp Hochmair, Tobias Moretti, Bernhard Schir

### Ehren-Nestroy
Karin Kathrein (Juryvorsitzende, die nach 19 Jahren den Vorsitz zurücklegte)